# Košice–Miskolc
La Košice–Miskolc és una competició ciclista d'un sol dia. Es disputa entre Košice (Eslovàquia) i Miskolc (Hongria). Creada el 2013, formant part del calendari de l'UCI Europa Tour.
No s'ha de confondre amb la Central European Tour: Košice-Miskolc.

## Palmarès
| Any  | Vencedor     | Segon         | Tercer        |
| ---- | ------------ | ------------- | ------------- |
| 2013 | Michal Kolář | Sergiu Cioban | Vitali Popkov |